# Chaetocladius pseudoligni
Chaetocladius pseudoligni är en tvåvingeart som beskrevs av Makarchenko 2001. Chaetocladius pseudoligni ingår i släktet Chaetocladius och familjen fjädermyggor. Inga underarter finns listade i Catalogue of Life.